# Zivania

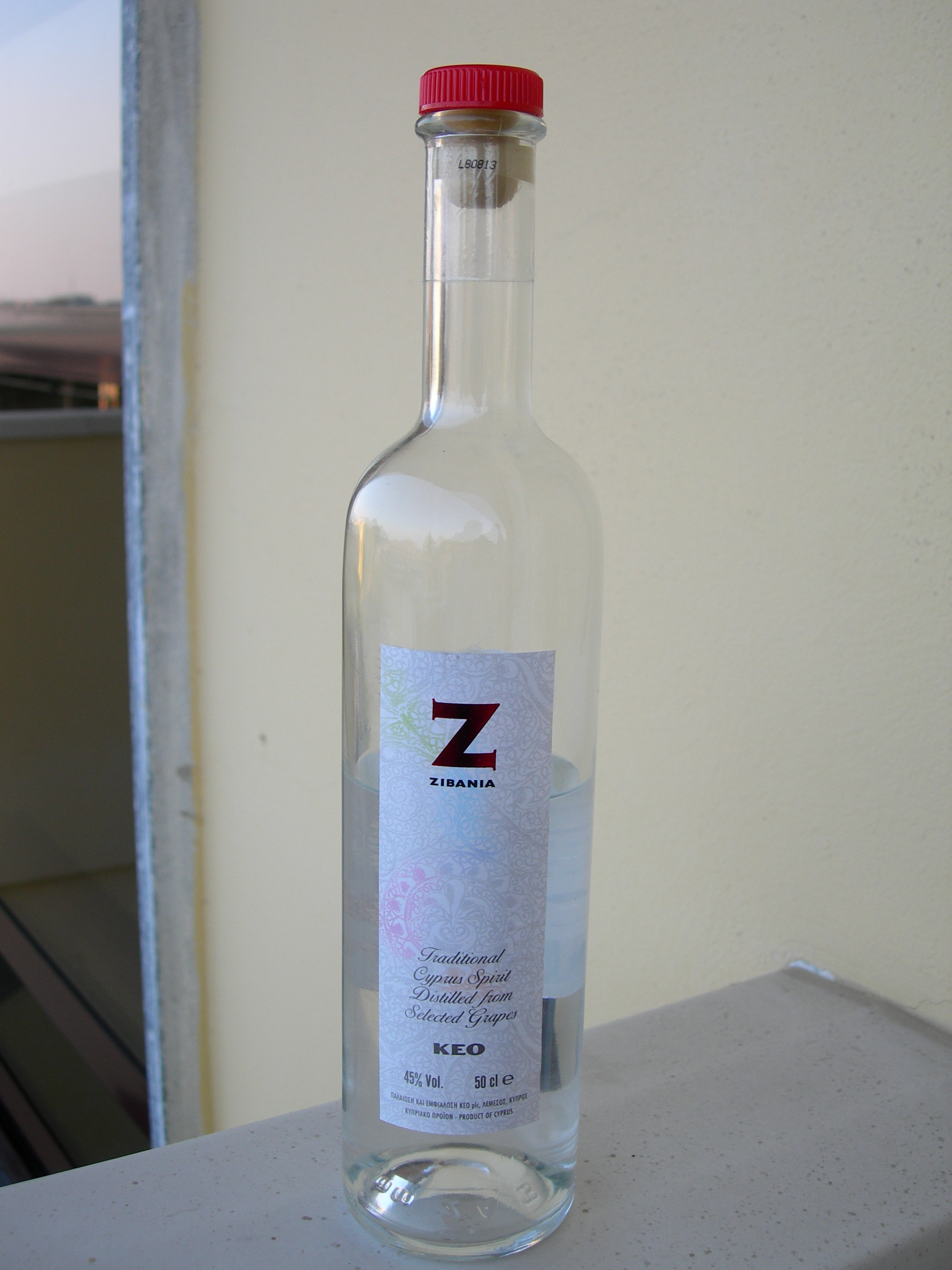
Zivania-Flasche

Zivania (griechisch Ζιβανία, türkisch Zivaniye) ist ein zyprischer Tresterbrand.
Seit dem 14. Jahrhundert wird auf Zypern Zivania aus vergorenem Traubentrester hergestellt. Seit 2004 ist der Begriff Zivania von der EU geschützt und darf ausschließlich für in der Republik Zypern hergestellte Produkte verwendet werden. 
Das Getränk ist farblos und hat ein leichtes Rosinenaroma. Der Alkoholgehalt liegt meist etwa bei 45 % Vol.
Das Dorf Mehmetçik/Galatia in der Türkischen Republik Nordzypern ist bekannt für seinen Zivania.